# Tajemství kruhu
Tajemství kruhu (v anglickém originále The Secret Circle) je americký dramatický fantastický televizní seriál, jehož autorem je Andrew Miller. Vznikl na motivy knižní série Tajný kruh od L. J. Smith. Premiérově byl vysílán v letech 2011–2012 na stanici The CW. Celkově bylo natočeno 22 dílů, po první řadě byl kvůli nízké sledovanosti zrušen.

## Příběh
Seriál se odehrává ve fiktivním městečku Chance Harbor ve Washingtonu, kam se po smrti své matky přestěhuje dospívající Cassie Blakeová. Zjistí, že pochází z dlouhé rodové linie čarodějek a proto se připojí k tajnému covenu, jehož členy je pět Cassieiných spolužáků – Adam, Diana, Faye, Mellisa a Nick.

## Obsazení
| Britt Robertson        | Cassie Blakeová     |
| Thomas Dekker          | Adam Conant         |
| Gale Harold            | Charles Meade       |
| Phoebe Tonkin          | Faye Chamberlainová |
| Shelley Henning        | Diana Meadeová      |
| Jessica Parker Kennedy | Mellisa Glaserová   |
| Ashley Crow            | Jane Blakeová       |
| Louis Hunter           | Nick Armstrong      |
| Natasha Henstrodge     | Dawn Chamberlainová |
| Chris Zylka            | Jake Armstrong      |

## Vysílání
| Řada | Díly | Premiéra v USA | Premiéra v USA  | Premiéra v ČR   | Premiéra v ČR  |
| Řada | Díly | První díl      | Poslední díl    | První díl       | Poslední díl   |
| ---- | ---- | -------------- | --------------- | --------------- | -------------- |
| 1    | 22   | 15. září 2011  | 10. května 2012 | 30. března 2013 | 24. srpna 2013 |

V Česku byl seriál premiérově vysílán v roce 2013 na TV Nova.